# Grammonota tabuna
Grammonota tabuna là một loài nhện trong họ Linyphiidae.
Loài này thuộc chi Grammonota. Grammonota tabuna được Arthur Merton Chickering miêu tả năm 1970.